# Andreea Banica
 (décembre 2014).
Si vous disposez d'ouvrages ou d'articles de référence ou si vous connaissez des sites web de qualité traitant du thème abordé ici, merci de compléter l'article en donnant les références utiles à sa vérifiabilité et en les liant à la section « Notes et références ».
Andreea Banica (en roumain : Andreea Bănică), née le 21 juin 1978 au sud d'Eforie, département de Constanta, Roumanie est une chanteuse roumaine.

## Biographie
Après avoir été remarquée au Festival de Mamaia en 1998, elle commence sa carrière musicale. Avec Claudia Patrascanu et Julia Chelaru, elle fait partie du groupe féminin Exotic. Leur première chanson, Sexy a un énorme succès[réf. nécessaire].  Le groupe enregistre deux albums et se sépare au bout de deux ans. En 2001, elle rejoint le groupe Blondy aux côtés de Cristina Rus. 
Elle est également présentatrice d'émission et présente Cocktail en 2002. 
En 2005, elle se lance dans une carrière solo,. Son premier succès est Dance, Dance, composé par Laurentiu Duta qui fait son premier album solo. 
Ayant consolidé sa position parmi les artistes les plus vendus en Roumanie, avec le single Fiesta, elle atteint la place de numéro un dans certains top roumains[réf. nécessaire]. Elle reçoit alors un MTV Awards du Meilleur artiste solo en 2007. 
Son deuxième album solo s'intitule Rendez-vous, et le premier single extrait, Fiesta. La deuxième chanson extraite donne alors son titre au reste de l'opus.
Début 2008, elle produit la chanson Trust, et commence à travailler sur un nouvel album. Au printemps de la même année sort Hooky Song avec Smiley. La chanson a été composée par des producteurs qui ont travaillé avec des artistes comme Leona Lewis et One Republic. La vidéo du titre est alors réalisée par Iulian Moga. Sa carrière se relance en 2009, peu de temps avant la naissance de sa fille, Sofia. Bien que personne ne s'attend à ce qu'elle sorte quelque chose avant la naissance, elle publie mi-mars, une vidéo pour la chanson Le Ri Ra.
En août 2009, elle sort le single Samba, en collaboration avec le chanteur roumain Dony.
En 2010, au cours des Romanian Music Awards (RMA), elle remporte le prix de la Meilleure Vidéo avec le clip Samba. Toujours en 2010, une série de concerts en Bulgarie se concrétise cette année-là et lors d'une tournée qui la propulse parmi les artistes les plus connus et aimés du sud du Danube. En conséquence, Samba devient la chanson la plus diffusée de 2010 en Bulgarie. Au début de l'année 2011, elle lance un Best-of, comprenant les titres qui ont bâti sa carrière et un inédit. Dans l'ARR Awards 2011, la chanson Love in Brasil est nommée Meilleure chanson de danse latine.

### Vie privée
Elle perd ses parents jeune et a une sœur. Elle se marie en 2008 et a une fille en 2009 et un garçon en 2016.